# Le Don du roi (roman)
Pour les articles homonymes, voir Le Don du roi.
Le Don du roi (titre original en anglais : Restoration) est un roman britannique de Rose Tremain publié originellement en 1989 et en français en 1993 aux éditions de Fallois.
En 1995, un film homonyme américain en a été tiré, réalisé par Michael Hoffman.

## Résumé
Le roman, dont l'action se situe essentiellement dans les années 1665 et 1666, raconte l'histoire de Robert Merivel, un médecin anglais du XVIIe siècle. Après avoir veillé au rétablissement d'un des chiens du roi Charles II, il est nommé chirurgien de tous les chiens du roi et, de ce fait, abandonne ses études. Il participe alors à toutes les débauches de la cour du Roi. Celui-ci arrange alors un mariage de convenance entre Merivel et une de ses maîtresses, Celia Clemence dans le simple but de tromper Barbara Castlemaine, une autre maîtresse  du roi. Merivel reçoit une propriété nommée Bidnold dans le comté de Norfolk et Celia est installée dans une maison dans Kew où le roi peut lui rendre secrètement visite.
Dans le Norfolk, Merivel abandonne la pratique de la médecine et vit une vie dissipée dans laquelle il essaye d'apprendre la peinture avec l'aide d'un peintre ambitieux nommé Elias Finn. Les choses commencent à changer quand Celia est renvoyée à Bidnold par le roi après lui avoir déplu. Une nuit, alors qu'il est ivre, il lui fait des avances. Le fait est promptement rapporté par Elias Finn au roi qui confisque la propriété de Bidnold à Merivel.
Merivel rejoint alors son vieil ami d'études, John Pearce, au New Bedlam Hospital (hôpital du nouveau Bedlam), également dans le Norfolk. Il s'agit d'un hôpital pour malades mentaux, dirigé par des quakers dont fait partie Pearce. Dans les parties précédentes du roman, Pearce a condamné le mode de vie de Merivel et celui-ci rejoint maintenant l'hôpital avec les meilleures intentions en espérant retrouver sa vocation médicale. Cependant, les choses tournent mal lorsqu'il a une liaison avec une patiente prénommée Katharine et la met enceinte. Ceci coïncide avec la mort de Pearce. Il est expulsé de l'hôpital et part avec Katharine pour retrouver la mère de cette dernière à Londres.
À Londres, qui est alors ravagée par la Grande peste, Merivel continue à pratiquer la médecine. Katharine met au monde une petite fille mais meurt en couches. Pendant le Grand incendie de Londres de 1666, il sauve une femme âgée d'une maison en feu. Cet acte, rapporté au roi, lui permet de retrouver sa faveur et, pour finir, le roi lui permet de vivre à Bidnold avec sa fille.
Le titre anglais du roman, Restoration, fait référence aussi bien à la période de la Restauration pendant laquelle il arrive, qu'à la « trajectoire » de  Merivel qui retrouve la faveur du roi et le manoir de Bidnold.

## Distinctions
- 1989 : Finaliste Prix Booker

## Adaptation au cinéma
- 1995 : Le Don du roi, film américain réalisé par Michael Hoffman.

## Éditions
- Éditions de Fallois, 1993  (ISBN 2-87706-176-0).
- Le Livre de poche no 13664, 1995  (ISBN 2-253-13664-6).